# Kitana
Kitana (hay là Princess Kitana và Kitana Kahn - Công chúa Kitana) là một nhân vật nữ hư cấu trong sê-ri game Mortal Kombat. Kitana lần đầu xuất hiện trong phần Mortal Kombat II năm 1993.
Là một trong những nhân vật chính của sê-ri Mortal Kombat, Kitana là công chúa vùng Edenia, con gái ruột của Nữ hoàng Sindel. Sau này cô cũng là con nuôi của ác tướng Shao Kahn. Trong cốt truyện gốc, Kitana là một nữ sát nhân phản diện trong binh đoàn của Shao Kahn. Sau đó, cô dần chuyển sang tuyến nhân vật chính diện. Kitana có một người chị em song sinh, cũng là kẻ thù là Mileena. Bạn thân của Kitana là Jade. Trong game, cô cũng có tình cảm với Liu Kang. Sau khi dòng thời gian được tái thiết bởi hỏa thần Kiu Kang, Kitana hiện là người em ruột song sinh của Mileena và là con của nữ hoàng Sindel và vua Jerrod.